# Портлендский ромовый бунт
Портлендский ромовый бунт (англ. Portland Rum Riot) — гражданские беспорядки, произошедшие в Портленде, штат Мэн 2 июня 1855 года из-за недовольства многими жителями города очень строгим соблюдением антиалкогольного закона, запрещавшего его потребление, производство или продажу почти во всех случаях. Главным сторонником этого закона в городе был мэр Нил Доу, снова избранный мэром в 1855 году с минимальным перевесом при поддержке новой Республиканской партии и нативистского движения Know Nothing после своего первого срока в 1851—52 годах. Вскоре Доу случайно нарушил свой собственный закон, заказав алкоголь для лечебных целей на своё имя до назначения специального человека из мэрии. Вскоре слухи о том, что мэр действовал без разрешения городского совета дошли до ирландской общины, которые были особенно сильно недовольны законом. Во второй половине дня 2 июня 1855 года перед зданием мэрии собралась толпа, ожидавшая когда полиция изымет алкоголь из помещения; к сумеркам количество людей в толпе достигло нескольких тысяч. Доу вызвал местное ополчение и взял на себя командование как мэр. После того как толпа не разошлась, несмотря на его требование, он приказал открыть огонь. Погиб один человек, а ещё семеро пострадали. Вскоре Доу был арестован и обвинён в незаконной продаже алкогольных напитков, но был оправдан. В 1856 года антиалкогольный закон был отменён.

## Предпосылки
В апреле 1851 года мэром Портленда, крупнейшего города и первой столицы Мэна был избран Нил Доу, давний сторонник сухого закона от партии вигов, основавший Союз трезвости штата Мэн в возрасте 20 лет. При его активном лоббировании закон об алкогольных напитках был подписан губернатором Джоном Хаббардом 2 июня 1851 года. Закон запрещал любую продажу или производство алкоголя за исключением медицинских и механических целей.  Вскоре он сообщил о том, что даёт торговцам, имеющим запасы спиртного, время избавиться от них, отправив алкоголь за пределы штата и пригрозил немедленным наказанием в случае попыток продажи спиртного на местном рынке. К концу лета Доу заявил, что почти все крупные магазины спиртных напитков в Портленде были закрыты, но признал, что торговля между контрабандистами продолжалась и обвинил в этом ирландскую общину города (примерно 11% населения города по переписи 1850 года). Строгий контроль за соблюдением закона со стороны Доу привел к повышению цен у тех продавцов, которые смогли избежать разоблачения. Оппозиция закону со стороны ирландцев возросла из-за того, что многие бедные ирландские рабочие могли позволить себе только низкокачественный алкоголь, продаваемый в подпольных барах, что делало их гораздо более лёгкой мишенью для закона, чем натурализированных гражданах, которые могли пить алкоголь в своих домах. В дальнейшем борьба мэра за антиалкогольный закон стала в значительной степени борьбой между ним и ирландским населением Портленда.
Принятие закона принесло Доу национальную известность, из-за чего он стал путешествовать по стране, проводя кампании за запрет алкоголя в других местах. Критики атаковали как сам факт запрещения алкоголя (который часто воспринимался как посягающий на права граждан), так и его практическую эффективность в Портленде. В самом городе Доу сталкивался с растущей оппозицией по мере продвижения его первого срока в должности. В апреле 1852 года демократы выдвинули на пост мэра бывшего губернатора Мэна Альбиона Пэрриса, который поддерживал антиалкогольный закон, но пообещал соблюдать его менее навязчивым образом, чем Доу. Пэррис победил Доу; последний обвинил бостонских торговцев спиртным и иностранных иммигрантов в краже у него выборов.
В 1853 году Доу успешно лоббировал усиление антиалкогольного закона, поддерживая включение в него пункта, позволяющего судам выдавать ордера на обыск любого помещения или имущества, если три человека заявят о наличии спиртного там. В том же году он не смог выиграть номинацию от партии вигов на пост мэра, но в 1855 году снова стал мэром при поддержке недавно сформированной Республиканской партии и антииммигрантского движения Know Nothing с небольшим перевесом в 46 голосов. В своей инаугурационной речи Доу намекнул на возмездие тем, кто, по его мнению, был ответственен за его последнее поражение на выборах, предложив принять меры для ограничения избирательного права иностранного населения. Ситуация ухудшилась, когда Доу снова начал проводить рейды с обысками и изъятием алкоголя у подозреваемых производителей. Также в Мэне был принят закон о том, что суды не могли вмешиваться в вопросы натурализации людей, прибывающих в США, что лишило тех, кто считал своё исключение из списков избирателей несправедливым, возможности обращаться в суд.
Согласно антиалкогольному закону 1851 года города могли назначать физических лиц для покупки и распространения алкоголя в медицинских или механических целях. В мае 1855 Доу назначил себя членом комитета по подбору агента для продажи спиртного, но затем заказал алкоголь у нью-йоркского торговца на своё имя прежде чем комитет выбрал специального человека для этого, чем технически нарушил свой собственный закон. Один из членов городского совета обнаружил эту ошибку и сообщил об этом редакторам продемократических газет.

## Ход событий

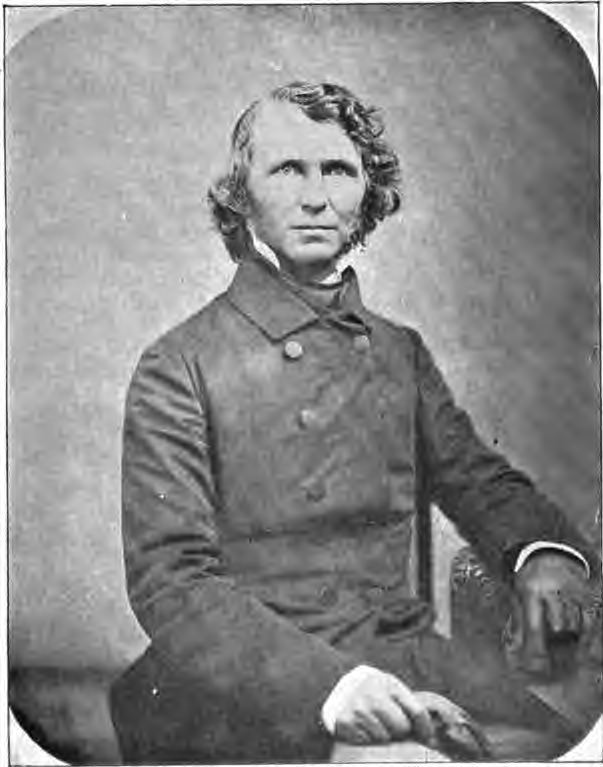
Нил Доу в 47 лет

После публикации сообщений в газетах 2 июня 1855 года, в четвёртую годовщину подписания антиалкогольного закона, многие жители Портленда направились к мэрии, ожидая ареста Доу за нарушение закона. По словам свидетелей, сначала толпа была довольно мало, а общая обстановка была спокойной. Однако между 7 и 9 часами количество людей увеличивалось и достигло 1500—2500 тысяч человек. В ответ Доу приказал 10 полицейским стоять на страже в помещении мэрии и связался с ополченцами, приказав им собраться в городском арсенале и вооружиться, что вызвало беспокойство некоторых из них. К вечеру напряженность возросла, поскольку толпа стала забрасывать двери мэрии кирпичами и камнями, пытаясь проникнуть в винный погреб. В 10 часов вечера ополченцы (лёгкой гвардии) под командованием капитана Грина прибыла вместе с Доу к зданию мэрии и поддерживала мэра, пока он приказывал толпе разойтись и зачитывал закон о массовых беспорядках. Люди не подчинились его требованиям, после чего Доу приказал толпе открыть огонь, но отменил своё решение из-за предложения Грина отступить, встретиться со второй группой ополчения (стрелковой гвардией) и вместе рассеять толпу.
Вид отступающего ополчения придал смелости толпе, которая увеличила темп атаки и продолжила наступление. После 11 вечера, когда моряк, работавший помощником капитана парусного судна Джон Роббинс смог проломить дверь в погреб, полицейские внутри выстрелили в дверь, убив его. После паузы толпа возобновила атаку на полицию, но была подавлена и разогнана вернувшимися ополченцами, которые продолжали обстреливать толпу еще в течение двадцати минут после смерти Роббинса, в результате чего пострадали другие люди. Всего было ранено 7 человек.

## Последствия
Реакция на подавление беспорядков последовала немедленно: 4 июня газеты демократов осудили действия Доу, утверждая, что толпа не была агрессивной, что не было предпринято никаких попыток арестовать кого-либо из толпы до того, как отряды ополченцев начали стрелять, и что Доу и его солдаты разжигали толпу, продолжая атаковать её даже после того, как она начала расходиться. В ответ прореспубликанская газета Portland Advertiser изобразила толпу как агрессивное сборище, намеревающееся уничтожить общественную собственность. Однако демократические газеты вышли раньше, чем Advertiser, из-за чего газеты по всей стране подхватили тезисы противников Доу. Даже New York Times, которая в те годы поддерживала трезвость и высказала опасения, что Доу принёс делу сухого закона больше вреда, чем пользы.
Вскоре Доу столкнулся с судебным процессом по первоначальному обвинению в хранении спиртных напитков с намерением совершить незаконную продажу. Судья Генри Картер был ярым сторонником и назначенцем мэра (демократические газеты обратили на это внимание). В суде Доу представлял республиканский сенатор Уильям Питт Фессенден, а дело вёл Натан Клиффорд, демократ, бывший генеральный прокурор США и будущий судья Верховного суда. Клиффорд утверждал, что Доу нарушил закон, совершив несанкционированную покупку спиртного до назначения городского агента, в ответ на что Фессенден утверждал, что алкоголь никогда не находился в его фактическим владении. В итоге Картер оправдал мэра.
После бунта в городе сформировались две основные версии событий, составленные сторонниками и противниками Доу. Городской совет олдерментов назначил специальный комитет, который в значительной степени поддержал мэра, а оппозиция сформировала независимый, но юридически бессильный «Гражданский комитет», который возложил большую часть вины за беспорядки на самого Доу. Доу обвинил в беспорядках неопределенный заговор влиятельных людей и утверждал что Роббинс был главарём толп и являлся ирландским иммигрантом. Несмотря на то, что в толпе действительно было много ирландцев, погибший не был иммигрантом; свидетели дали показания, что у него не было проблем с законом. Доу отказался извиниться или признать свою вину за бунт, а спустя многие годы в своей автобиографии он написал, что «спиртные круги» хотели свергнуть его. На новых выборах победили демократы, которые отменили антиалкогольный закон, а Доу решил не баллотироваться на переизбрание в 1856 году и отошёл от местной политики. В 1858 году в штате снова был введен сухой закон, но в полной мере он не соблюдался.